# Achille Campanile
Achille Campanile (28. září 1899, Řím – 4. ledna 1977, Lariano) byl italský prozaik a dramatik.
Jeho absurdní humor obdivoval mj. Umberto Eco.  V letech 1933 a 1973 obdržel cenu Premio Viareggio.
Česky vyšla groteskní mozaika z prázdninového letoviska Za všechno může kapitán a divadelní hra Celestinova cesta.

### Související články

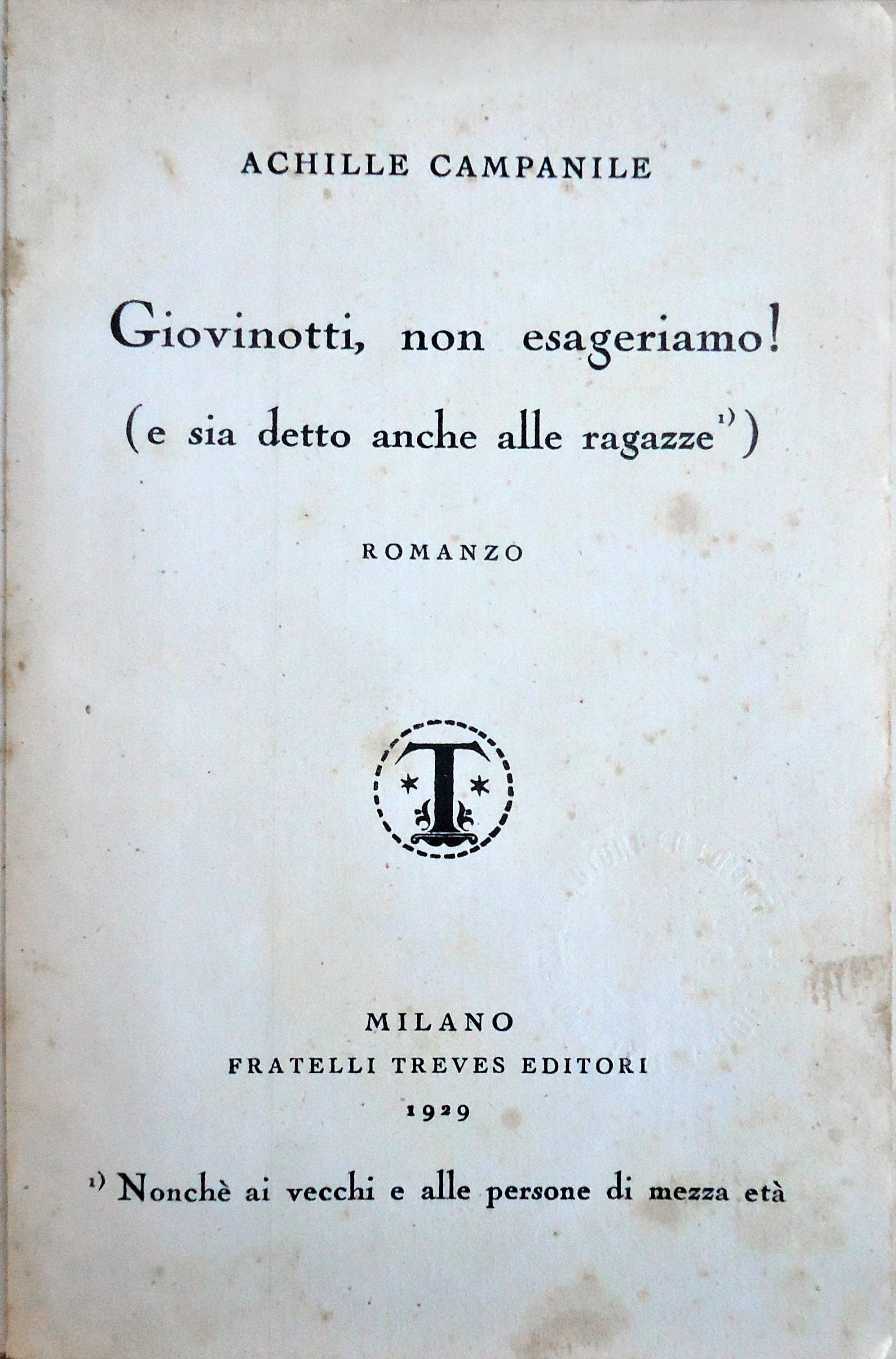
Achille Campanile,Giovinotti, non esageriamo!, 1929